# كارل هولست
كارل هولست هو مدرس وسياسي دنماركي، ولد في 29 أبريل 1970 في Rødding ‏ في الدنمارك. نشط حزبياً في الحزب الليبرالي (1985 – 1985).

## مناصب
- انتخب ممثل الجمعية البرلمانية لمجلس أوروبا [الإنجليزية]‏ لترشحه ضمن قائمة الدنمارك، (22 مارس 1985 – 1991).
- انتخب نائب عن الجمعية البرلمانية لمجلس أوروبا  [لغات أخرى]‏ لترشحه ضمن قائمة الدنمارك، (29 سبتمبر 1982 – 1 مارس 1985).
- انتخب ممثل الجمعية البرلمانية لمجلس أوروبا [الإنجليزية]‏ لترشحه ضمن قائمة الدنمارك، (22 نوفمبر 1979 – 1 أبريل 1980).
- انتخب نائب عن الجمعية البرلمانية لمجلس أوروبا  [لغات أخرى]‏ لترشحه ضمن قائمة الدنمارك، (24 أبريل 1978 – 22 نوفمبر 1979).
- انتخب ممثل الجمعية البرلمانية لمجلس أوروبا [الإنجليزية]‏ لترشحه ضمن قائمة الدنمارك، (6 أكتوبر 1972 – 1978).
- انتخب مدير PKA  [لغات أخرى]‏ (1 مايو 2010 – 1 أغسطس 2015).
- انتخب وزير التعاون الشمالي [الإنجليزية]‏ (28 يونيو 2015 – ).
- انتخب عضو فولكتنغ [الإنجليزية]‏ عن دائرة دائرة جنوب يوتلاند الكبرى [الإنجليزية]‏ وقد انضم خلال فترته النيابية ‏ (18 يونيو 2015 – ) للكتلة البرلمانية الحزب الليبرالي.
- انتخب وزير الدفاع [الإنجليزية]‏ (28 يونيو 2015 – 30 سبتمبر 2015).

## وصلات خارجية
- الموقع الرسمي